# Juan Cavero y Llera
Juan Cavero y Llera (Boltaña, ? – Madrid, 28 de diciembre de 1883) fue un político español del siglo XIX.

## Biografía
Natural de Boltaña, en la provincia de Huesca, su hermano José fue canónigo y deán. De joven fue secretario de la universidad de Zaragoza. Es posible que fuera ingeniero, pues en 1856 se atribuye a un Juan Cavero un proyecto de canal de riego para Huesca y tuvo especial vinculación al Ministerio de Fomento durante su carrera política.
Cavero fue elegido varias veces diputado a Cortes por su distrito natal por el Partido Conservador desde 1857 a 1868. En 1858 consta su coordinación de la reclamación de una conexión ferroviaria para la ciudad de Huesca, aprovechando la infraestructura que se tendía desde Zaragoza a Barcelona.
Considerado moderado, ocupó diversos cargos en los gobiernos conservadores de durante esa época. Así fue gobernador civil de Badajoz (desde el 12/06/1863), de Córdoba (desde el 20/08/1863), de Sevilla (desde el 7/10/1864) y de Cádiz (desde el 15/11/1864). En 1867 era director general de Beneficencia y Sanidad. Fue luego director de la sección de ferrocarriles del Ministerio de Fomento (desde julio de 1868). Tras la dimisión de Severo Catalina del Amo en septiembre de 1868 actuó brevemente como ministro interino de fomento.
El Sexenio Democrático de 1868-1874 supuso la caída del régimen conservador y un lapsus en la carrera política de Cavero y Llera. Tras la Restauración borbónica en España en 1874, volvió a ser elegido diputado entre 1876 y 1880. El turnismo y caciquismo que se estableció donde se repartían los cargos de antemano garantizó su elección, ahora por diferentes distritos según el "encasillado" de cada elección. Cavero fue así sucesivamente electo por los distritos de Boltaña, Huesca y Benabarre. Desde 1876 también volvió al gobierno, como director general de aduanas. Pasó un tiempo enfermo durante el periodo. Se le atribuye bastante éxito en la lucha contra el contrabando y el incremento de la recaudación.
Desde 1880 se retiró de la política por sus problemas de salud. Falleció en 1883.